# Richard A. Risden
Richard Allen Risden  (* 2. Januar 1906 in Hawthorne, Passaic County, New Jersey; † 2. Dezember 1998 in Tavares, Lake County, Florida) war ein Brigadegeneral der United States Army. Er war unter anderem Kommandeur der 9. Infanteriedivision.

## Leben
Richard Risden besuchte die öffentlichen Schulen seiner Heimat und begann dann ein Studium an der University of Maryland. In den Jahren 1929 bis 1933 durchlief er die United States Military Academy in West Point. Nach seiner Graduation wurde er als Leutnant der Infanterie zugeteilt. In der Armee durchlief er anschließend alle Offiziersränge vom Leutnant bis zum Brigadegeneral.
Im Lauf seiner militärischen Karriere absolvierte Risden verschiedene Kurse und Schulungen. Dazu gehörten unter anderem das Command and General Staff College, das Army-Navy Staff College und das Industrial College of the Armed Forces. Außerdem absolvierte er die Chinese Army Airborne School in Taiwan.
In seinen jüngeren Jahren absolvierte er den für Offiziere in den niederen Rangstufen üblichen Dienst in unterschiedlichen Einheiten und Standorten. Dazu gehörten auch Aufgaben als Stabsoffizier in verschiedenen Hauptquartieren. Während des Zweiten Weltkriegs diente er in Einheiten des II. Korps. Dabei war er ab 1944 in Italien eingesetzt. Später war kam er auch nach Österreich und Deutschland. Nach dem Krieg war er unter anderem Stabsoffizier in der Abteilung für Personal (G1) bei den Truppen im besetzten Berlin.
Nach seiner Rückkehr in die Vereinigten Staaten wurde er zur Stabsabteilung für Personal (G1) beim Militärbezirk um Washington, D.C. versetzt. Im Jahr 1951 wurde er im Koreakrieg eingesetzt. Dort kommandierte er das 17. Infanterieregiment. Später wurde er Stabschef bei der 7. Infanteriedivision, die ebenfalls im Koreakrieg eingesetzt war. Diesen Posten hatte er bis zum Jahr 1953 inne. Während seiner Tätigkeiten in Korea war er in mehrere Gefechte verwickelt. Dabei wurde er verwundet und mit dem Orden Purple Heart ausgezeichnet.
Nach seiner Heimkehr absolvierte Risden das Industrial College of the Armed Forces in Fort McNair in Washington, D.C. Von 1954 bis 1956 war er Stabsoffizier bei den Joint Chiefs of Staff. Im Oktober 1956 erreichte er mit seiner Beförderung zum Brigadegeneral die Generalsränge. Es folgte eine fast zweijährige Versetzung nach Taiwan, wo er unter anderem als Militärberater für die dortigen Streitkräfte tätig war.
Danach wurde er nach Fort Carson in Colorado versetzt. Dort kommandierte er zunächst eine Brigade der 9. Infanteriedivision. Anschließend wurde er stellvertretender Divisionskommandeur. Während dieser Zeit wurde er als Leiter einer militärischen Sondermission nach Jordanien geschickt um die dortigen militärischen Verhältnisse zu ergründen. Zwischen April 1959 und März 1960 war Risden dann Oberbefehlshaber der 9. Infanteriedivision. Anschließend diente er bis zu seiner Pensionierung im Jahr 1963 in verschiedenen Funktionen in der Stabsabteilung für Logistik und Nachschub (G4) im Heeresministerium.
Der seit 1933 mit Sarah Elma Hancon (1907–1977) verheiratete Offizier starb am 2. Dezember 1998 und wurde auf dem Friedhof der Militärakademie in West Point beigesetzt.

## Orden und Auszeichnungen
Richard Risden erhielt im Lauf seiner militärischen Laufbahn unter anderem folgende Auszeichnungen:
- Silver Star
- Legion of Merit
- Bronze Star Medal
- Army Commendation Medal
- Purple Heart